# Vieux-Bourg (Québec)
Pour les articles homonymes, voir Vieux-Bourg (homonymie).
Le Vieux-Bourg est l'un des 35 quartiers de la ville de Québec. Il est situé dans l'arrondissement de Beauport. 

## Géographie
Le quartier est délimité approximativement par le fleuve Saint-Laurent (au sud), l'autoroute Félix-Leclerc (au nord), la rivière Beauport (à l'ouest) et la rue Francheville (à l'est).
Dans l'axe est-ouest, le quartier est traversé par l'autoroute Dufferin-Montmorency, le boulevard Sainte-Anne et l'avenue Royale. Du nord au sud, il est traversé par la rue Seigneuriale, la rue Labelle et le boulevard des Chutes.
Le Vieux-Bourg est majoritairement résidentiel. L'avenue Royale est son artère commerciale et de circulation locale principale. Le quartier est le centre historique de l'arrondissement de Beauport.
Son relief est caractérisé par une augmentation continue et progressive vers le nord, passant d'une vingtaine de mètres d'altitude à près d'une centaine à sa frontière nord. Le long du rivage du fleuve Saint-Laurent, le quartier est au niveau de la mer.
Outre la rivière Beauport et le fleuve Saint-Laurent qui constituent ses frontières à l'ouest et au sud, on ne retrouve aucun cours d'eau ou plan d'eau sur le territoire du Vieux-Bourg.

## Histoire
En 1634, deux hommes de métier Jean Guyon et Zachary Cloutier furent installés sur ces terres par Robert Giffard. 2 ans passèrent avant que la première famille se joignent à eux.
Le 22 juin 2022, les résidents votent en faveur de l'établissement d'un conseil de quartier. Une assemblée d’organisation se tient le 13 octobre.

## Portrait du quartier

### Artères principales
- Autoroute Dufferin-Montmorency (autoroute 440)
- Autoroute Félix-Leclerc (autoroute 40)
- Avenue Royale (route 360)
- Boulevard Sainte-Anne (route 138)
- Rue Seigneuriale
- Boulevard des Chutes

### Parcs, espaces verts et loisirs
- Centre sportif Marcel-Bédard
- Parc de la Rivière-Beauport
- Centre de loisirs la Cavée

### Édifices religieux
- Église de la Nativité-de-Notre-Dame[2] (1918, reconstruite dans les murs de l'église de 1890)
- Église Saint-Thomas[3] (1950, extérieur rénové en 1974)
  - Cette église a été fermée en 2010[4] et démolie en 2013 pour faire place à des immeubles d'habitation.
- Église Sainte-Gertrude[5] (1971)

### Musées, théâtres et lieux d'expositions
- Maison Girardin

### Lieux d'enseignement
- Commission scolaire des Premières-Seigneuries

École Nouvel-Horizon (adultes)
Académie Sainte-Marie (secondaire)
École secondaire de la Seigneurie (secondaire)
École Monseigneur-Robert (primaire)
École aux Quatre-Vents (primaire)
École Saint-Édouard (primaire)
École optionnelle Yves-Prévost (primaire), pédagogie Freinet, membre du Réseau des écoles publiques alternatives du Québec.
- Écoles privées
  - École secondaire François-Bourrin
  - Externat Saint-Cœur de Marie
  - École prématernelle et maternelle Montessori

### Autres édifices notables
- Bureau d'arrondissement de Beauport
- Maison Girardin
- Maison Pierre-Marcoux
- Ancien couvent des religieuses de la Congrégation Notre-Dame
- Terrasse Joseph-Abraham-Gagnon («Les maisons victoriennes»)
- Fresque Desjardins (Maison Pierre-Rainville)

## Démographie
Lors du recensement de 2016, le portrait démographique du quartier était le suivant :
- sa population représentait 19,1 % de celle de l'arrondissement et 2,9 % de celle de la ville.
- l'âge moyen était de 45,8 ans tandis que celui à l'échelle de la ville était de 43,2 ans.
- 54,2 % des habitants étaient propriétaires et 45,8 % locataires.
- Taux d'activité de 60,3 % et taux de chômage de 5,7 %.
- Revenu moyen brut des 15 ans et plus : 39 526 $.

| 1996   | 2001   | 2006   | 2011   | 2016   | 2021   |
| ------ | ------ | ------ | ------ | ------ | ------ |
| 15 750 | 15 185 | 14 830 | 15 055 | 15 460 | 15 395 |